# Resistencia de contacto
La resistencia de contacto es el aporte a la resistencia total de un material debido al contacto imperfecto en las interfaces entre materiales. 
Son casos típicos los terminales de contacto y conexiones en ingeniería eléctrica, donde la existencia de un contacto irregular puede hacer que se mida un valor distinto al que cabría esperar de acuerdo a los materiales y longitud de conductor empleado. La resistencia de contacto depende así de las condiciones de medida, a diferencia de la resistencia intrínseca que es una propiedad inherente del material medido. Esta resistencia es objeto de estudio y optimizada, como en el caso de los dispositivos conmutadores y en las mediciones en la fabricación de componentes electrónicos.
La resistencia de contacto depende de:
- el estado del desgaste de los terminales o puntas de medida;
- la cantidad de óxido sobre las superficies de contacto;
- la suciedad de las superficies;
- los materiales de las superficies de contacto. El oro, plata y paladio se caracterizan por su baja resistencia de contacto.

## Medición
Al colocar las puntas de prueba de un óhmetro sobre los terminales de una resistencia de 100 ohmios, se puede medir una resistencia total de 1 megaohmio, 1 kiloohmio o 101 ohmios, dependiendo de la exactitud o de lo bien que se realice la conexión. La resistencia de contacto es por tanto la diferencia entre la resistencia medida y el valor real de la resistencia.

## Otras formas de resistencia de contacto
La conductividad térmica en materiales y sistemas compuestos (muros y envolventes) también presenta un aporte extra en forma de resistencia de contacto, debido al contacto irregular en una interfaz entre materiales. 
- Datos: Q332329